# Batalla de Agua Zarca
La batalla de Agua Zarca fue una acción militar de la guerra de Independencia de México, efectuada el 5 de noviembre de 1819, en las cercanías de la localidad de Agua Zarca (Municipio de Juchitán), Guerrero. Los insurgentes comandados por el general Vicente Guerrero fueron derrotados por las fuerzas realistas; Guerrero, viéndose amenazado por las fuerzas realistas que querían capturarlo, logró salvarse saltando a un precipicio y ocultándose en la serranía del actual estado que lleva su nombre.